# Ishiharella iochoui
Ishiharella iochoui är en insektsart som beskrevs av Irena Dworakowska 1982. Ishiharella iochoui ingår i släktet Ishiharella och familjen dvärgstritar. Inga underarter finns listade i Catalogue of Life.